# Manganismo
Manganismo é uma condição tóxica resultante da exposição crônica ao Manganês, identificada pela primeira vez por James Couper em 1837. Esta exposição pode levar a uma variedade de distúrbios psiquiátricos e motores. Nos estágios iniciais de intoxicação, os sintomas neurológicos podem consistir na redução da velocidade de resposta, irritabilidade e comportamentos compulsivos.